# Parnassius boedromius
Parnassius boedromius är en fjärilsart som beskrevs av Rudolf Püngeler 1901. Parnassius boedromius ingår i släktet Parnassius och familjen riddarfjärilar. Inga underarter finns listade i Catalogue of Life.

## Bildgalleri

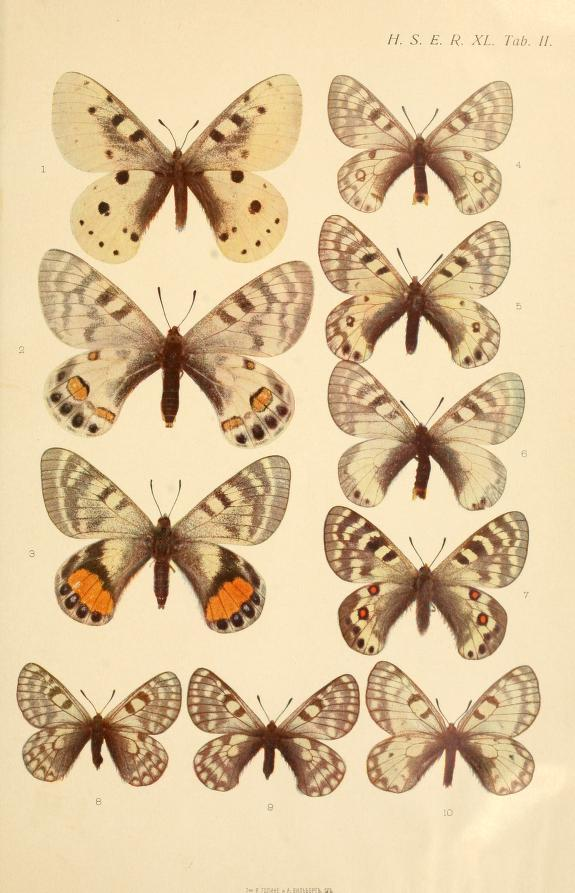
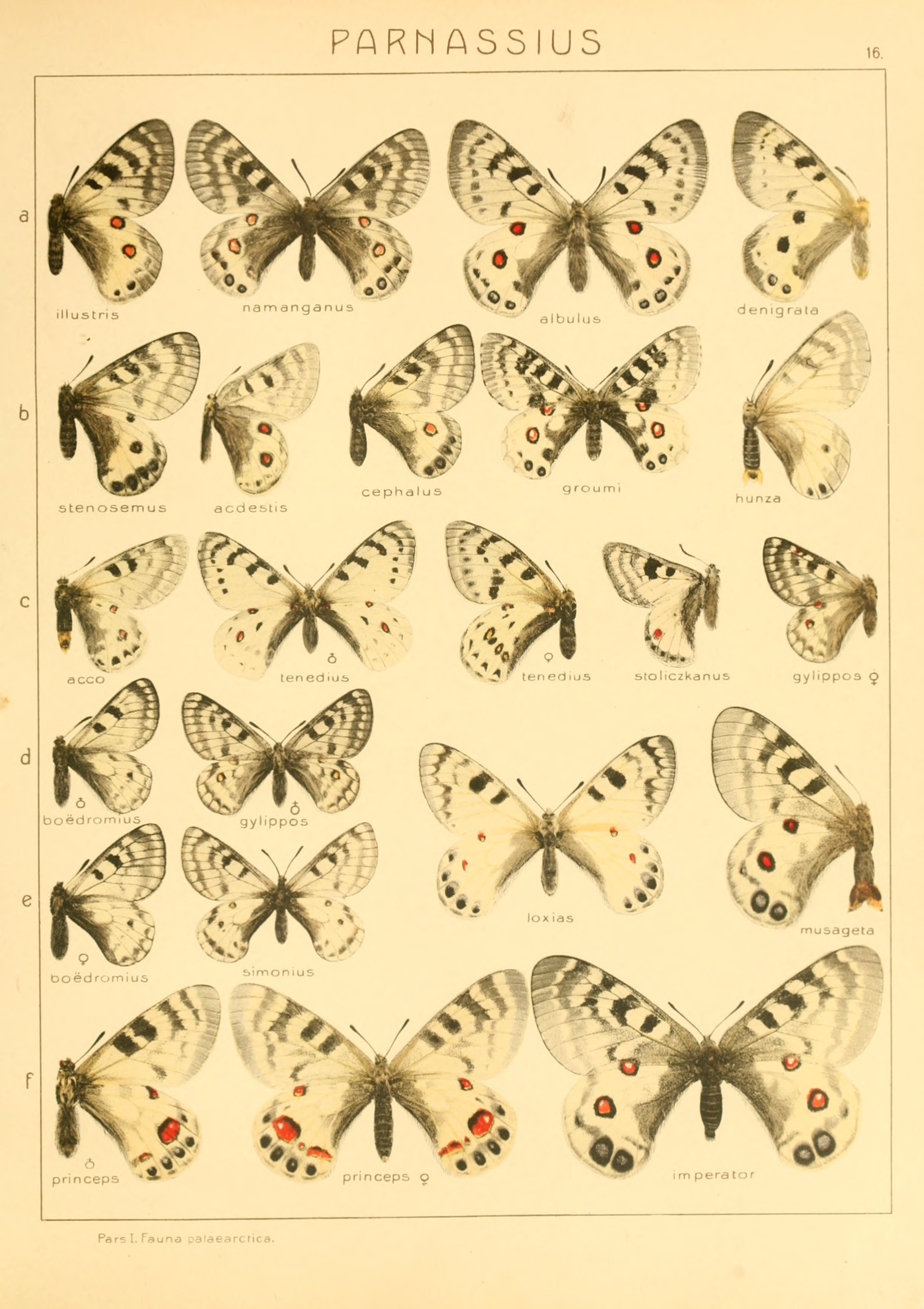